# The Astyanax
The Astyanax, conocido en Japón como The Lord of King (ザ・ロード・オブ・キング Za Rōdo Obu Kingu?), es un juego arcade de plataformas de desplazamiento lateral lanzado por Jaleco en 1989. Otra versión también fue lanzada para la NES.

## Argumento
La versión arcade gira en torno a un guerrero llamado "Roche" que saca la "Hacha de fuego" de una piedra y lucha por su camino hacia el Castillo Algerine para luchar contra el malvado mago "Algos".  Después de que él es derrotado, el héroe entra al domino alienígena del dios oscuro del mago, quien también debe ser destruido.